# Mironcillo (kommunhuvudort)
Mironcillo är en kommunhuvudort i Spanien.   Den ligger i provinsen Provincia de Ávila och regionen Kastilien och Leon, i den centrala delen av landet, 100 km väster om huvudstaden Madrid. Mironcillo ligger 1 129 meter över havet och antalet invånare är 136.
Terrängen runt Mironcillo är kuperad åt sydväst, men åt nordost är den platt.Runt Mironcillo är det ganska glesbefolkat, med 48 invånare per kvadratkilometer. Närmaste större samhälle är Ávila, 15,5 km nordost om Mironcillo. Trakten runt Mironcillo består till största delen av jordbruksmark.